# Lepenica (Republika Serbska)
Lepenica (cyr. Лепеница) – wieś w Bośni i Hercegowinie, w Republice Serbskiej, w gminie Rogatica. W 2013 roku liczyła 51 mieszkańców.